# سفر برلك (مسلسل)
سفر برلك هو مسلسل دراما تاريخي سوري - سعودي، من إخراج الليث حجو، وبطولة عابد فهد، وديمة الجندي، وفادي صبيح، وأنس طيارة، وبيو شيحان وعبد الرحمن اليماني. بدأ عرضه في 23 مارس 2023. وهو من إنتاج مجموعة إم بي سي وعُرض في قناة إم بي سي ومنصة شاهد.

## نبذة
في 1914 أعلنت الإمبراطورية العثمانية الحرب على الحلفاء، وصدر فرمان عثماني بالخدمة العسكرية الإلزامية لكل من هم في عمر الخدمة، في كامل المناطق التي تقع تحت سيطرة العثمانيين آنذاك. فتتغير حياة أربعة أصدقاء عرب في جامعات إسطنبول، وستكلفهم الحرب كل ما لديهم، لكنها ستدفع بهم نحو الحرية التي تستحق ذلك الثمن.

## القصة
قصة المسلسل عن "عبد الرحمن من الحجاز ورفاق دراسته الجامعية في إسطنبول، يحيى (ابن دمشق) وفايز وفريد (من بيروت)، حيث يخوض الأصدقاء الأربعة رحلة الوعي السياسي والانتقال من أروقة التحصيل العلمي إلى جبهات القتال مع الجيش العثماني أولاً في معارك البلقان على الحدود الروسية".

## الإنتاج
سخّرت "استوديوهات MBC" أكثر من 14 ألفًا من الحشود البشرية، إضافةً إلى قرابة 95 ممثلًا رئيسًا، و120 ممثلًا مساعدًا، جسّدوا من خلال قرابة 1000 مشهد رئيس، ملامح هذه الدراما النوعية، التي تجمع أحداثها ما بين قصص الحب والحرب.. المأساة والبطولة.. الظلم والأمل.. التضحية والاستقلال. تميّز العمل بالإمكانات الإنتاجية الضخمة، التي ظهرت في المحاكاة الدقيقة للبيئات المتنوعة.

## فريق العمل
- عابد فهد
- محمد بخش
- فادي صبيح
- ميلا الزهراني
- جورج خباز
- أنس طيارة
- أيمن مطهَّر
- عبد الرحمن اليماني
- وسام فارس
- بيو شيحان
- مؤيد الثقفي
- خالد يسلم
- هند محمد
- طلال الجردي
- كميل سلامة
- نانسي خوري
- لبابة صقر
- نتاشا شوفاني
- ريان حركة
- عزيز غرباوي.[2][3]

## المخرج حاتم علي
أُهديَ المسلسل إلى روح المخرج الراحل حاتم علي، فظهر في شارة مقدمة المسلسل عبارة "مُهدى إلى روح المخرج الكبير حاتم علي"، فالمسلسل بدأ بتخطيط من قبل المخرج حاتم علي وتحضيره، إلا أن الوفاة عاجلته قبل إكماله.

## لماذا سفر برلك
كلمة "سفر برلك" معناها بالتركية بعد الترجمة "الترحيل الجماعي"، حيث كانت تعني الألم والاحتلال لسكان المدينة المنورة، أهمها مذبحة بساتين العوالي، التي ما تزال إلى يومنا هذا، تحمل ذكرياتٍ قاسيةً لأهل المدينة المنورة.

## الموسيقى
وصف مسلسل "سفر برلك" بأنه مجموعة من اللوحات الشاعرية، حيث وُظفت الموسيقى التصويرية والأغاني، لتناسب مشاهده. شارك الفنان إبراهيم الحكمي، والفنانة سناء موسى بهذا العمل من ضمنها:
- ما يقهر الحر.
- الوداع.
- نجمة الصبح.
- بحر بيروت
- علوا البيارق.